# Tornado Cash

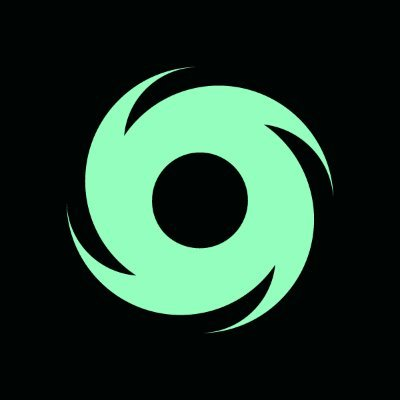
Tornado cash logo

Tornado Cash (également stylisé en TornadoCash) est un outil de confidentialité dépositaire, open source entièrement décentralisé. Mixeur de crypto-monnaie qui fonctionne sur des réseaux compatibles avec Ethereum Virtual Machine.
Il offre un service qui mélange des fonds de crypto-monnaies potentiellement identifiables ou "entachés" avec d'autres, de manière à obscurcir la piste jusqu'à la source originale du fonds.
Il s'agit d'un outil de confidentialité utilisé dans les réseaux EVM où toutes les transactions sont publiques par défaut.
En août 2022, le Département du Trésor des États-Unis a mis le service sur liste noire, rendant son utilisation illégale pour les citoyens, les résidents et les entreprises des États-Unis. Le domaine web du projet et les comptes GitHub ont également été fermés, et l'un des développeurs arrêté.
Le projet est régi par une organisation autonome décentralisée (DAO) et utilise le jeton $TORN comme système de vote pour les mises à jour du protocole.

## Fonctions
Tornado Cash utilise plusieurs smart contracts qui acceptent différentes quantités de dépôts ETH et ERC20.
Ces dépôts peuvent ensuite être retirés à une adresse différente en fournissant une preuve cryptographique, rompant ainsi le lien dans la chaîne entre l'expéditeur et le destinataire. Les preuves à connaissance nulle (en particulier les zk-SNARKs) sont utilisées pour accroître la confidentialité, car il n'y a aucun moyen de relier un retrait à son dépôt.[citation nécessaire]

## Historique
Le 8 août 2022, l'Office of Foreign Assets Control du Département du Trésor des États-Unis a inscrit Tornado Cash sur sa liste noire, rendant illégal pour les citoyens, les résidents et les entreprises des États-Unis de recevoir ou d'envoyer de l'argent par l'intermédiaire du service.
Le département du Trésor l'accuse de blanchiment plus de 7 milliards de dollars en monnaies virtuelles, dont 455 millions de dollars qui auraient été volés en 2022 par le groupe Lazarus, un groupe de pirates informatiques associé au gouvernement de la Corée du Nord,.
Le même jour, le domaine utilisé par le projet a été supprimé, et GitHub a retiré le dépôt Tornado Cash et suspendu les comptes des développeurs.
Circle, la société derrière USD Coin, a gelé environ 75 000 $ en USDC à partir d'adresses Ethereum appartenant au mixeur,.
Le 10 août 2022, le développeur de Tornado Cash, Alexey Pertsev, a été arrêté à Amsterdam, soupçonné d'avoir " participé à la dissimulation de flux financiers criminels et facilité le blanchiment d'argent en mélangeant des crypto-monnaies par le biais du service décentralisé de mélange d'Ethereum Tornado Cash. ".
Le 11 avril 2023, l'Electronic Frontier Foundation a annoncé qu'elle s'opposait aux actions en justice en déclarant : " les actions gouvernementales ciblant la publication d'un code en fonction de son sujet ciblent nécessairement le discours " tout en soulevant des inquiétudes sur la confidentialité financière.
Le 21 mai 2023, un pirate informatique a utilisé une proposition malveillante pour prendre le contrôle total de la DAO de Tornado Cash. Le pirate a présenté une proposition de vote à la DAO avec un code caché qui leur délivrerait les jetons de vote frauduleux. Le vote a été adopté, donnant au pirate suffisamment de jetons de vote pour contrôler toutes les propositions futures. Le 26 mai, le pirate a effectivement abandonné le contrôle, mais avait converti une partie des jetons de gouvernance volés en Ether d'une valeur d'environ 900 000 $, et blanchi par l'intermédiaire du service.
Le 23 août 2023, deux autres développeurs de Tornado, Roman Storm et Roman Semenov, ont été accusés d'avoir contribué au blanchiment d'argent pour un montant d'un milliard de dollars. Roman Storm a été arrêté dans l'État de Washington,,.
[GoFundMe, une plateforme de crowdfunding américaine, a interrompu une collecte de fonds destinée à couvrir les frais de justice de Roman Storm et d'Alexey Pertsev, cofondateur et développeur du mélangeur de crypto-monnaies Tornado Cash. La collecte de fonds a été annulée le 14 février, en raison d'une violation des conditions de service de GoFundMe, en particulier de la clause 22, qui interdit les activités susceptibles d'exposer la plateforme ou ses utilisateurs à des préjudices ou à des responsabilités.